# Cimone (Trento)
Cimone és un municipi italià, dins de la província de Trento. L'any 2007 tenia 621 habitants. Limita amb els municipis d'Aldeno, Cavedine, Garniga Terme, Pomarolo, Trento i Villa Lagarina.

## Administració
| Període | Identitat    | Partit        |
| ------- | ------------ | ------------- |
| 2005-   | Gino Lorandi | Llista cívica |